# ژولین گیومار
ژولین گیومار (فرانسوی: Julien Guiomar‎؛ ۳ مه ۱۹۲۸ – ۲۲ نوامبر ۲۰۱۰) بازیگر اهل فرانسه بود.
از فیلم‌ها یا برنامه‌های تلویزیونی که وی در آن نقش داشته‌است می‌توان به پدر عزیز، زد، حیوان، باروکو، مرگ یک مرد فاسد، بورسالینو، بال یا ران، کارمن، راه شیری، بخش ویژه، یکسره مجنون او، من خوش‌عکسم و خاطرات فرانسه اشاره کرد.